# Cherki Drais
Cherki Drais, né en 1955 à Fkih ben saleh (Maroc), est un homme politique marocain, actuel ministre délégué auprès du ministre de l'Intérieur dans le gouvernement Benkiran.

## Biographie
Cherki Drais est titulaire d'une licence en sciences politiques. En 1977, il rejoint le ministère de l'Intérieur en tant que civiliste avant d'être nommé administrateur-adjoint en 1979. En 1988, il est nommé caid attaché à l'administration centrale au même département, puis secrétaire général de province attaché à l'administration centrale.
En 1998, Cherki Drais est nommé gouverneur de la province d'Al Haouz puis, en 1999, gouverneur-directeur des Affaires générales au ministère de l'Intérieur. Il est par la suite nommé gouverneur-directeur du personnel d'autorité en 2003 puis wali de Tétouan par intérim en 2005.
En juin de la même année, il est nommé wali de la région de Laâyoune-Boujdour-Sakia el Hamra, gouverneur de la province de Lâayoune, poste qu'il occupe jusqu'à sa nomination, en septembre 2006, directeur général de la sûreté nationale (DGSN).
Le 3 janvier 2012, il est nommé par le roi Mohammed VI ministre délégué auprès du ministre de l'Intérieur dans le gouvernement Benkiran.